# 야행관람차
야행관람차(일본어: 夜行観覧車)는 일본의 소설가 미나토 카나에의 추리소설이다. 2009년 8월호부터 2010년 3월호까지 연재된 후, 같은 해 6월에 후타바샤로부터 단행본이 간행되었다. 이후 2013년 1월에 텔레비전 드라마로 만들어졌다.

## 텔레비전 드라마

### 개요
2013년 1월 18일부터 3월 22일까지, TBS 계열의 금요 드라마 시간대(금요일 22:00 ~ 22:54 〈JST〉)에 방송되었다. 주연은 스즈키 쿄카.
캐치프레이즈는, 〈이제, 돌아갈 수 없어.〉.

### 캐스트
엔도 마유미 - 스즈키 쿄카
케이스케의 아내, 아야카의 어머니.
아버지가 전근을 자주다녀 어릴 때 몇 년마다 이사했기 때문에 안정적으로 한 곳에 사는 것이 꿈이었다.
고급 주택지인 히바리가오카에 염원하던 주택을 가지게되었지만 가족은 엄청난 대출금을 떠안게 됐다. 무사안일주의의 케이스케와 아야카의 가정 폭력, 히바리가오카에서 이웃과의 관계에 시달린다.
엔도 케이스케 - 미야사코 히로유키
마유미의 남편. 건축공업회사에 근무하고있다.
가정 폭력을 반복하는 딸 아야카를 자는척 피하기만 하는 한심한 일면도 있지만, 자신의 일에는 열정을 가지고 있다. 독립을 생각하고 있고, 마유미 몰래 히로유키에 돈을 빌리기도 한다.
엔도 아야카 - 스기사키 하나
마유미와 케이스케의 딸.
명문사립 세이슈 중학교 시험에 떨어지고 공립중학교에 다니고있다. 집에서 폭력을 행사하고 있지만, 학교에서는 시호와 친구들에게 괴롭힘을 당하고있다.
타카하시 쥰코 - 이시다 유리코
엔도 집 맞은 편에 사는 미인 주부로 남편 히로유키의 새부인.
마유미에게 히바리가오카의 규칙을 알려주며, 여러가지로 엔도 집을 보살펴준다.
집에서 만드는 음식은 레토르트 식품이나 인스턴트 제품은 일체 사용하지 않고 과자도 모두 스스로 만들 정도의 완벽주의자이지만, 실은 컵라면을 좋아한다.
타카하시 히로유키 - 타나카 테츠시
쥰코의 남편으로 개업 의사.
히바리가오카에서 일어난 살인 사건의 피해자.
젊은 시절에는 건축가가 장래희망이어서 집 설계도 스스로했다. 대범하고 너그러운 성격. 낚시얘기가 시작되면 정신을 못차릴 정도로 낚시를 매우 좋아한다.
타카하시 요시유키 - 야스다 쇼타 (칸쟈니∞) (소년기：쇼지 류세이)
타카하시의 장남. 부모 슬하를 떠나 쿄토 의과 대학에 다니고있다.
히로유키와 전처의 아이, 쥰코는 혈연 관계는 아니지만, 친자식처럼 대해주는 쥰코를 갈망하고있다.
타카하시 히나코 - 미야자키 카렌
타카하시 집의 장녀.
명문사립 세이슈 고등학교에 다니고, 털털한 성격으로 누구라도 쉽게 다가갈 수 있다. 아버지의 꿈이기도 한 건축가가 되는 것이 꿈.
타카하시 신지 - 나카가와 타이시
타카하시 집의 차남. 명문사립 세이슈 중학교에 다니고있다.
농구부에 소속되어있고, 1년 만에 주전 자리를 차지 할 정도로 운동 신경이 좋다. 예의 바르며, 학교에서도, 히바리가오카에서도 인기가 있지만, 아버지의 살해사건 직후 실종된다.
코지마 사토코 - 나츠키 마리
히바리가오카 자치회 부인 부장.
수예회와 어린이들을 위한 음악회 등을 자신의 집에서 개최하는 것이 취미이다. 옛날부터 히바리가오카를 지켜왔다는 자부심이 있고 고급 주택지로 이사 온 서민적인 엔도 집을 싫어한다.
유키 테츠야 - 타카하시 카츠노리
히로유키의 살해 사건을 담당하는 경찰서 형사.
집안에서 싸운 흔적이 없기 때문에, 범인은 아는 사이라고 보고있다. 마유미와 대학 동창이었다.

### 스태프
- 원작 - 미나토 카나에 《야행관람차》
- 각본 - 오쿠데라 사토코, 시미즈 유카코
- 음악 - 요코야마 마사루
- 연출 - 츠카하라 아유코, 야마모토 타케요시, 타나사와 타카요시
- 주제가 - AI 〈VOICE〉 (EMI 뮤직 재팬)
- 제작 - TBS, 드리맥스

### 방송 일자
| 각 화                                                       | 방송일          | 부제                                                     | 각본            | 연출              | 시청률 |
| ----------------------------------------------------------- | --------------- | -------------------------------------------------------- | --------------- | ----------------- | ------ |
| 제1화                                                       | 2013년 1월 18일 | 고급 주택가의 살인! 소용돌이치는 악의…가족 붕괴          | 오쿠데라 사토코 | 츠카하라 아유코   | 11.7%  |
| 제2화                                                       | 2013년 1월 25일 | 아름다운 거리에 숨겨진 비밀…수수께끼의 실종              | 오쿠데라 사토코 | 야마모토 타케요시 | 12.2%  |
| 제3화                                                       | 2013년 2월 1일  | 미치기 시작하는 가족의 톱니바퀴…도망가는 모자            | 오쿠데라 사토코 | 츠카하라 아유코   | 12.3%  |
| 제4화                                                       | 2013년 2월 8일  | 남편의 비밀과 거짓말…남매들의 잔혹한 현실                | 시미즈 유카코   | 야마모토 타케요시 | 10.8%  |
| 제5화                                                       | 2013년 2월 15일 | 가속하는 악의…폭주하는 딸과 어머니의 절규                | 오쿠데라 사토코 | 츠카하라 아유코   | 11.6%  |
| 제6화                                                       | 2013년 2월 22일 | 슬픈 죄의 고백…마침내, 범인 체포!?                       | 시미즈 유카코   | 야마모토 타케요시 | 9.8%   |
| 제7화                                                       | 2013년 3월 1일  | 사건의 밤 남편이 본 것…미친 어머니 둘                    | 오쿠데라 사토코 | 타나사와 타카요시 | 11.4%  |
| 제8화                                                       | 2013년 3월 8일  | 살해당한 아버지의 본성!? 서로 용서할 수 없는 부모와 자식 | 오쿠데라 사토코 | 츠카하라 아유코   | 10.8%  |
| 제9화                                                       | 2013년 3월 15일 | 최종장~전편~사건의 밤의 가족의 비극                      | 시미즈 유카코   | 야마모토 타케요시 | 11.0%  |
| 최종화                                                      | 2013년 3월 22일 | 범인이 말하는 사건의 동기…가족의 미래                    | 오쿠데라 사토코 | 츠카하라 아유코   | 13.9%  |
| 평균 시청률 11.6% (시청률은 칸토 지구·비디오 리서치사 조사) |                 |                                                          |                 |                   |        |